# ماريا غريبه
ماريا غريبه (بالسويدية: Maria Gripe)‏‏ (25 يوليو 1923 - 5 أبريل 2007 ) كاتِبة، وكاتبة للأطفال، وكاتبة سيناريو، ومؤلفة من السويد.

## التعليم
تعلمت ماريا غريبه في:
- جامعة ستكهولم

## روابط خارجية
- ماريا غريبه على موقع IMDb (الإنجليزية)
- ماريا غريبه على موقع الموسوعة البريطانية (الإنجليزية)
- ماريا غريبه على موقع قاعدة بيانات الأفلام السويدية (السويدية)
- ماريا غريبه على موقع قاعدة بيانات الفيلم (الإنجليزية)